# 連島町鶴新田
連島町鶴新田（つらじまちょうつるしんでん）は、岡山県倉敷市水島にある大字である。連島の南西部を占める。

## 概要
連島西部の西之浦の南に広がる平地で、近世における干拓地である。高梁川の東岸に位置し、対岸には玉島の乙島がある。南側には水島工業地帯の一角で、JFE西日本（川崎製鉄）がある福喜新開がある。
江戸時代、干拓により連島が島から陸続きに変わると、連島は東西高梁川の河口に位置することとなり、西之浦南側には西高梁川の影響による広大な干潟が生まれた。倉敷支配所代官がこの干潟の干拓が安永7年に計画され、翌年、生魚問屋で西之浦村庄屋であった三宅弥平次等に工事を請け負わせた。約四千間の堤防を築き、約400町歩の新田を開発し、総工費は約600貫匁ともいわれる。
さらに安永10年からはじまった工事は、同年の大風波などにおって一旦挫折。養子の和太郎によって寛政初期から開発予定地を細分化して再度進められた。
寛政5年に8町1反ほどの新田が開発されたが、次の築堤工事にかかったところで、西高梁川西側の住民から、水はけが悪くなるとして訴えられ、享和3年に新田の一部を川西の村々に無償で引き渡す条件で和解した。
前述の新田を開いたのを皮切りに、文化、文政、天保、弘化年間と数度に渡り干拓が続けれ、いずれも幕府領となり倉敷代官所が管理した。文政6年に当時の倉敷代官・大草太郎右馬政郷が、東隣の亀島新田に対し鶴の字を用いて鶴新田村（つるしんでんそん）と命名した。
天保2年、成羽藩山崎氏の所領であった北面新田村と領地交換となり、鶴新田は成羽藩領となる。
鶴新田の石高の5文のほどしかない北面新田と交換した事情の詳細は不明である。
幕末頃の状況は、田135町3反、畑171町9反、宅地6町6反、戸数271軒、神記王1220人であった。
明治5年に西之浦村と合併し、同13村に再び分村し、鶴新田村となる。同22年6月1日に村制による鶴新田村となり、同36年1月1日に鶴新田・西之浦・亀島・連島の4村が合併し、新たな連島村（のち連島町）を新設した。
水島工業地帯の造成や水島中心部の市街化で、連島の他地区同様に宅地・企業・商店の立地が著しく、地区中央部を東西に水玉ブリッジラインが造成されている。しかし、市街化する一方で、農地も未だ多く存在し、工業地としてしられる水島管内で随一とも言える農業地となっている。古くから土地質を生かして盛んであったレンコン栽培は現在でも盛んであり、当地の特産品として売り出している。
人口増加に対応し、西之浦をまたぐ形で、鶴新田北西の一部に新たに鶴の浦の大字が生まれた。

## 学区
小学校区
全域が連島南小学校区。
中学校区
全域が連島南中学校区。

## 地勢
河川
- 高梁川

## 産業
農業
高梁川の運んだ土砂による干潟を干拓したことによる土地質を生かし、近世からレンコン栽培が盛ん。現在では、当地の特産品として連島レンコンというブランドで売り出している。倉敷市が制定した倉敷ブランドにも選定された。
- 主要品目
  - レンコン
  - イグサ - 現在は衰退

製造業
- イグサ加工品 - 現在は衰退
- すだれ - 現在は衰退。一時は連島すだれとして盛んに生産された。

## 主要施設
※住所無きものは、鶴新田に所在
行政施設
- 鶴の浦交番 - 鶴の浦3
- 鶴新田浄水場

教育・保育施設
- 倉敷市立連島南小学校
- 倉敷市立連島南中学校
- 倉敷市立連島南幼稚園
- 第二まこと幼稚園 - 鶴の浦2
- めばえ保育園

医療機関
- 倉敷リバーサイド病院 - 鶴の浦2

企業事業所
- 間所金属
- 林テレンブ
- 西部ホイール
- リンテックス
- 富士ダルマ
- 神商工業

商店
- ザ・ビッグ
- コーナン
- ニシナ 連島南店
- ミライア書店

娯楽施設
- ゴルフパートナー倉敷練習場
- プレゴ - 鶴の浦2
- 川鉄野球場 - 鶴の浦3
- 川鉄体育館 - 鶴の浦3

神社仏閣
- 海神社
- 地神社
- 寅崎神社

他
- 川鉄鶴新田団地 - 鶴の浦2
- 川鉄団地 - 鶴の浦2
- 川鉄寮 - 鶴の浦3

## 交通
道路
- 国道430号

道路
- 岡山県道398号水島港唐船線